# Eystrup
Eystrup er en kommune med godt 3.300 indbyggere (2012), beliggende i den nordlige del af Landkreis Nienburg/Weser, i den tyske delstat Niedersachsen.

## Geografi
Eystrup ligger øst for floden Weser, som danner hovedparten af kommunegrænsen mod vest, omkring 15 km nord for Nienburg, og 15 km syd for Verden. Eystrup var administrationsby i den tidligere Samtgemeinde Eystrup, men blev lagt sammen med Samtgemeinde Grafschaft Hoya i 2011.